# Liechtenstein na Letnich Igrzyskach Olimpijskich 1936
Liechtenstein na Letnich Igrzyskach Olimpijskich 1936 reprezentowało 6 zawodników. Był to pierwszy start reprezentacji Liechtensteinu na igrzyskach.

## Skład kadry

### Kolarstwo
Mężczyźni
- Adolf Schreiber (wyścig indywidualny ze startu wspólnego) - nie ukończył

### Lekkoatletyka
Mężczyźni
- Oskar Ospelt

100 metrów - odpadł w eliminacjach
Rzut dyskiem - odpadł w eliminacjach
- Xaver Frick

100 metrów - odpadł w eliminacjach
100 metrów - odpadł w eliminacjach

### Strzelectwo
Mężczyźni
- Augustin Hilti - karabin małokalibrowy, leżąc 50 m - 44. miejsce
- Rudolf Senti - karabin małokalibrowy, leżąc 50 m - 61. miejsce
- Rudolf Jehle - karabin małokalibrowy, leżąc 50 m - 63. miejsce